# Chlodion frank király
Chlodion (392 – 448) a Meroving uralkodóház első száli frank királya – félig legendás alak. Utóda, Merovech alapította a dinasztiát, így a frank királyok ősüket tisztelték benne.
A legenda szerint apja Faramond herceg volt, anyja pedig a türingiai Argotta. Nagyapja talán Marcomer frank herceg volt.
Mindössze két forrásból ismerjük Chlodiont: Tours-i Gergely és Sidonius Apollinaris írásaiból. Chlodion Dispargumban élt, mely valószínűleg egy vár neve, nem pedig egy településé. 428 körül betört Hainaut és Artois területére, de Aëtius (a római csapatok galliai parancsnoka) Hesdin mellett legyőzte. Chlodion rendezte sorait, és rövidesen sikerrel ostromolta meg Camaracum városát (ma Cambrai), Amienst és Tournai, ahol letelepedett és Tournai központtal létrehozta a száli frankok államát. 445-ig a vidéket egészen a Sommeig meghódította; de amikor e folyón is átkelt, Aëtiustól vereséget szenvedett.
Chlodion agresszív területszerző politikáját utódai is folytatták, így egyesültek azon területek, melyekből később kialakult a francia állam. Halála után a hatalom Merovechre szállt – tisztázatlan, hogy ő a fia volt-e, vagy egy másik frank törzsfő.